# 荒地出版社
荒地出版社（あれちしゅっぱんしゃ）は、かつて存在した日本の出版社。

## 概要
アメリカの20世紀文学の翻訳・紹介、アメリカ合衆国の音楽の紹介などを主とした出版活動をしていた。サリンジャー、スコット・フィッツジェラルドなどの作品を翻訳紹介していることで知られる。
社名は現代詩の同人誌『荒地』にちなみ、早川書房を退職した詩人伊藤尚志が鮎川信夫をブレインとして1952年に創設。創設当初は『荒地詩集』を刊行していた。 
2008年11月に、株式会社中経出版の子会社の株式会社荒地出版社（新社）が株式会社荒地出版社（旧社）から営業権を取得。
2009年10月に、姉妹企業の新人物往来社へ吸収合併され解散。

## 刊行物

### 雑誌
- Wasteland（辻仁成、後藤繁雄責任編集）